# Serrure à combinaison

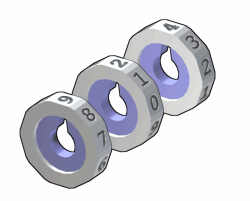
Disques de combinaison

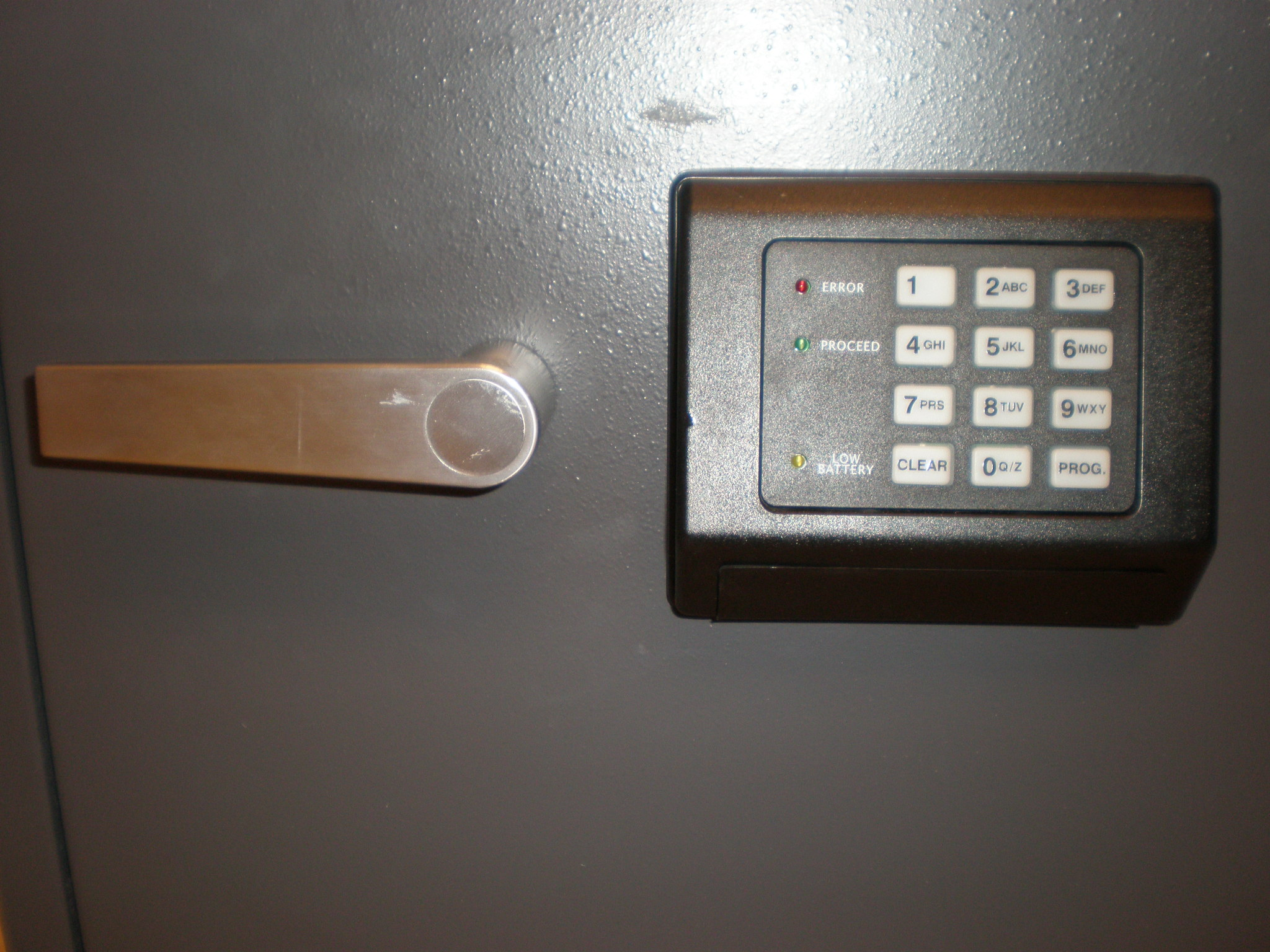
Serrure à combinaison de coffre-fort

Une serrure à combinaison est un type de serrure basé sur la mémoire qui demande la connaissance d'une séquence chiffrée pour être ouverte. Cette serrure est généralement composée de disques alignés sur un axe qui doivent être tous tournés selon un angle précis pour autoriser l'ouverture du mécanisme ou l'insertion d'une clef.